# Necil Kazım Akses
Necil Kazım Akses (ur. 6 maja 1908 w Stambule, zm. 16 lutego 1999 w Ankarze) – turecki kompozytor, pedagog, dyplomata. 

## Życiorys
Edukację muzyczną rozpoczął w rodzinnym Stambule ucząc się gry na skrzypcach, potem na wiolonczeli oraz harmonii i teorii muzyki. Następnie w latach 1926–1931 studiował kompozycję, harmonię i kontrapunkt pod kierunkiem Josepha Marxa w Konserwatorium Wiedeńskim, a w latach 1931–1934 w Pradze u Josefa Suka i Aloisa Háby, od którego przejął zainteresowanie muzyką mikrotonową. W 1936 był uczniem Paula Hindemitha podczas jego pobytu w Ankarze.
Od 1934 wykładał w Konserwatorium w Ankarze, a w 1948 został jego dyrektorem. Rok później otrzymał nominację na stanowisko dyrektora generalnego Sekcji Sztuk Pięknych Ministerstwa Edukacji, a następnie pełnił funkcję attaché kulturalnego w Bernie (1954) i Bonn (1955–1957). W latach 1958–1960 oraz 1971–1972 był dyrektorem Państwowej Opery w Ankarze.

## Twórczość
W swoich kompozycjach wykorzystywał motywy i rytmy zaczerpnięte z tureckiego folkloru, umiejętnie łącząc je ze współczesną techniką harmonii i instrumentacji. Najważniejsze utwory Aksesa to poemat symfoniczny Zamek w Ankarze (Ankara kalesi), koncert skrzypcowy, symfonie, kwartety smyczkowe i dwie opery.
Wraz z Cemalem Reşitem Reyem, Ulvi Cemalem Erkinem, Hasanem Feritem Alnarem i Ahmetem Adnanem Saygunem współtworzył tzw. Grupę Pięciu (tur. Türk Beşleri), propagującą od 1930 muzykę komponowaną w zachodnim stylu .

## Ważniejsze kompozycje
(na podstawie materiałów źródłowych )

### Opery
- Mete (1933)
- Bayönder (1934)

### Utwory orkiestrowe
- Poemat symfoniczny Zamek w Ankarze (1942)
- Poemat symfoniczny Wojna i pokój (1981)
- Symfonia nr 1 (1966)
- Symfonia nr 2 (1978)
- Symfonia nr 3 (1978)
- Symfonia nr 4 (1980)
- Symfonia nr 5 Atatürk przemawia (1988)
- Koncert skrzypcowy (1972)
- Koncert na orkiestrę (1977)
- Ballade (1950)
- Scherzo (1972)

## utwory kameralne i na fortepian
- Sonata na fortepian (1930)
- 5 utworów na fortepian (1930)
- 7 miniatur fortepianowych (1936)
- Kwartet smyczkowy nr 1 (1946)
- Kwartet smyczkowy nr 2 (1971)
- Kwartet smyczkowy nr 3 (1979)
- Kwartet smyczkowy nr 4 (1990)

## Odznaczenia
- 1957 – Krzyż Oficerski Orderu Zasługi Republiki Federalnej Niemiec[4]
- 1963 – Kawaler Orderu Zasługi Republiki Włoskiej[4]
- 1973 – Komandor Orderu Zasługi Republiki Włoskiej[4]